# Chloë Grace Moretz
Chloë Grace Moretz (Atlanta, 10 de febrero de 1997) es una actriz, actriz de voz y modelo estadounidense.
Recibió reconocimiento mundial por su papel protagonista como Hit-Girl en la película Kick-Ass de 2010, y su secuela de 2013, además de otras producciones, como Déjame entrar, Hugo (2011), y protagonizar la película de 2021, Tom & Jerry.
Sus primeras actuaciones las realizó a los siete años en series y películas como The Amityville Horror (2005), (500) Days of Summer (2009), Diary of a Wimpy Kid, Mujeres desesperadas o Dirty Sexy Money. Con estas producciones fue nominada a varios Premios Young Artist.

## Primeros años
Chloë Moretz nació en Atlanta, Georgia, el 10 de febrero de 1997. Su madre, Teri, es enfermera, y su padre, McCoy Lee Moretz, es cirujano plástico. Tiene cuatro hermanos mayores; Brandon, Trevor (siendo este su representante), Colin e Ethan. En el año 2002 se mudó a Nueva York después de que Trevor ingresase en la Escuela Profesional de Artes Escénicas; esto atrajo la atención de Moretz hacia la interpretación de forma instantánea. Su carrera en Hollywood comenzó cuando la familia se mudó a Los Ángeles en 2004.

## Carrera como actriz

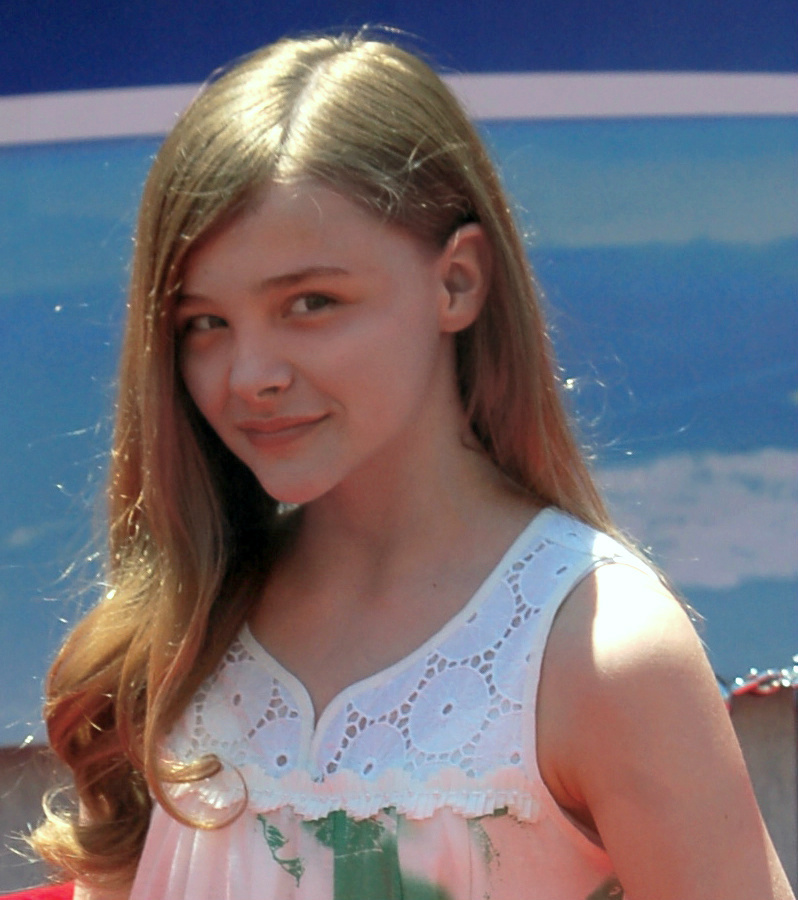
Chloë Grace Moretz en abril de 2009

Su primer papel cinematográfico fue el de Molly en la película Heart of the Beholder. No fue hasta 2005 cuando actuó en la versión de The Amityville Horror donde logró un mayor reconocimiento internacional siendo nominada a los Premios Young Artist. Esta producción supuso un despegue de su carrera y recibió ofertas para actuar como artista invitada en varias series televisivas y películas de múltiples géneros como Big Momma's House 2 y The Poker House donde compartió cartel con Selma Blair y Jennifer Lawrence.

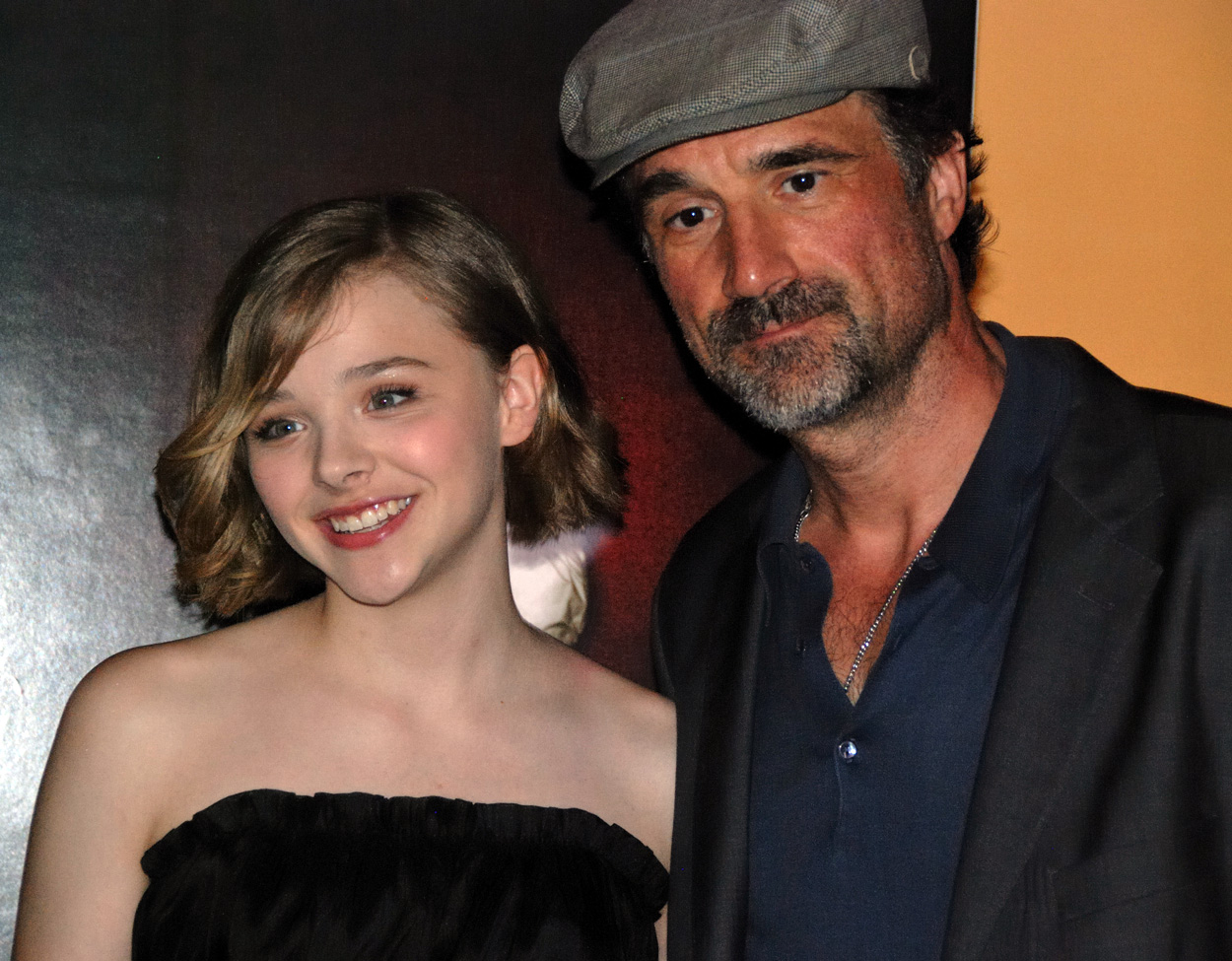
Chloë Moretz junto a Elias Koteas en el estreno de Let Me In.

 En 2010, Chloë aparece como Hit-Girl en la película Kick-Ass del director Matthew Vaughn y basada en el cómic homónimo de Mark Millar y John Romita, Jr., papel aclamado extensamente por la crítica. Para este papel, estuvo entrenando con el equipo de especialistas de Jackie Chan durante tres meses. Otra película destacada fue Let Me In de Matt Reeves, remake del film sueco Låt den rätte komma in donde interpretaba a Abby, una joven vampiresa. Su interpretación la llevó a ganar varios premios. A finales del 2010 Chloë interpretó a Ann Sliger en el thriller Texas Killing Fields, protagonizado por Sam Worthington y Jeffrey Dean Morgan, cuyo estreno tuvo lugar el 14 de octubre de 2011.
En 2011 protagonizó la película Hick, basada en la novela de Andrea Portes y dirigida por Derick Martini. A diferencia de sus anteriores trabajos, en esta tuvo un éxito relativo. A finales de 2011 actuó bajo la dirección de Martin Scorsese en Hugo interpretando a Isabelle, papel por el cual ganó distintos premios, entre ellos el People's Choice Awards, y volvió a ser nominada para los premios Saturn Awards.
En 2012 actuó en Sombras tenebrosas de Tim Burton donde interpretó a Carolyn Stoddard. Al año siguiente protagonizó Carrie basada en la novela homónima de Stephen King. En agosto del mismo año declaró que actuaría en la secuela de Kick-Ass junto a los actores Aaron Taylor-Johnson, Christopher Mintz-Plasse y Jim Carrey. El 25 de enero de 2013 se estrenó Movie 43, donde aparece en uno de los doce sketchs que forman el filme junto a Christopher Mintz-Plasse. La comedia fue dirigida por Peter Farrelly. Cabe señalar que el rodaje llevó varios años. Chloë coincidió con actores de renombre como: Hugh Jackman, Halle Berry, Emma Stone, Gerard Butler, Seann William Scott, Johnny Knoxville, Kate Winslet, Elizabeth Banks, Kristen Bell o Naomi Watts.

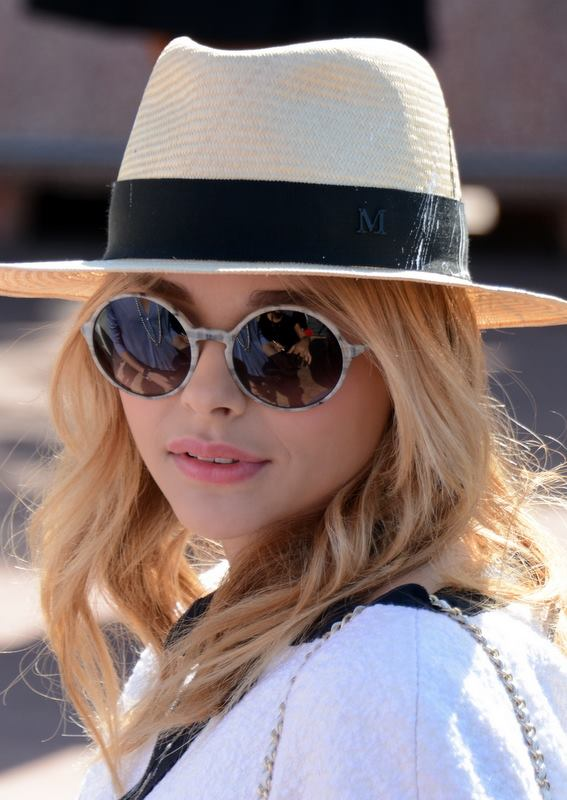
Chloë Grace Moretz en el Festival de Cannes 2014

Con la producción del documental Girl Rising, Moretz fue una de las actrices que dobló a las niñas sin recursos que fueron entrevistadas en el reportaje, este trabajo fue necesario debido a que la mayoría residían en países no angloparlantes. Dicho documental fue dirigido por Richard E. Robbins y patrocinado por la campaña Global 10x10 para apoyar la educación de las niñas del tercer mundo. En la segunda mitad de 2013 llegó a rodar cinco películas siendo Laggies una de ellas, comedia romántica dirigida por Lynn Shelton junto a Keira Knightley, Sam Rockwell y Mark Webber. En julio de 2013 actuó junto a Denzel Washington en The Equalizer de Antoine Fuqua donde interpretaba a una prostituta; esta se estrenó en 2014. Así mismo, durante el verano de 2013 participó en Dark Places, thriller dirigido por Gilles Paquet-Brenner y adaptado de la novela de Gillian Flynn y protagonizada por Charlize Theron.
Su siguiente film fue la producción europea Clouds of Sils Maria (2014) de Oliver Assayas. En la producción también participaron Juliette Binoche y Kristen Stewart. Finalmente en otoño de 2013 protagonizó If I Stay (2014) con R. J. Cutler como director. Tal proyecto fue basado en la novela del mismo nombre de Gayle Forman.
El año 2014 fue un año de promoción de las seis películas filmadas en año anterior. Aun así Moretz realizó un breve cameo en la película infantil Los Muppets. No sería hasta octubre de ese año cuando Chloë empezaría otro proyecto importante, The 5th Wave, una producción de Graham King y Tobey Maguire respaldada de nuevo por Sony. Se trata de una saga de ciencia ficción juvenil basada en el superventas de Rick Yancey. En ella Chloë interpreta a la protagonista de la saga Cassie Sullivan. En 2015 también participó en otra adaptación cinematográfica, el thriller November Criminals, con Ansel Elgort, así como Brain on Fire un drama basado en la vida de la periodista Susannah Cahalan que fue erróneamente diagnosticada de una enfermedad cerebral. Durante el verano de 2015, Chloë filmó Neighbors 2: Sorority Rising, una producción de Seth Rogen, junto a Zac Efron, Rose Byrne y el propio Rogen.
A finales de 2015 se confirmó que interpretaría a Ariel en la adaptación cinematográfica del clásico de Hans Christian Andersen La sirenita, que será dirigida por Rebecca Thomas.
Aparte de en la gran pantalla, también ha actuado en producciones televisivas siendo en 2004 con The Guardian su debut como actriz. Entre aquel año y 2010 estuvo activa de manera esporádica en series como Me llamo Earl, The Emperor's New School, Desperate Housewives (en esta última fue nominada a un Young Artist) y en la TV movie: Family Plan donde actuaría junto a Leslie Nielsen aunque sus escenas fueron eliminadas. Otros títulos de renombre fueron: Dirty Sexy Money en la que volvió a ser nominada a los mismos premios. Entre 2006 y 2009 prestó su voz a Darby, en My Friends Tigger & Pooh. Otras series fueron: 30 Rock como Kaylie Hooper donde coincidió con Alec Baldwin. Su interpretación le valió el reconocimiento de la crítica.
También ha incursionado en el teatro. La primera intervención de Chloë Grace Moretz en el teatro ha sido en la obra de Off-Broadway The Library, escrita por Scott Z. Burns y dirigida por Steven Soderbergh. En ella interpreta a Kathleen Gabriel, superviviente de un tiroteo en un instituto. El estreno tuvo lugar a finales de marzo de 2014.

## Carrera como modelo

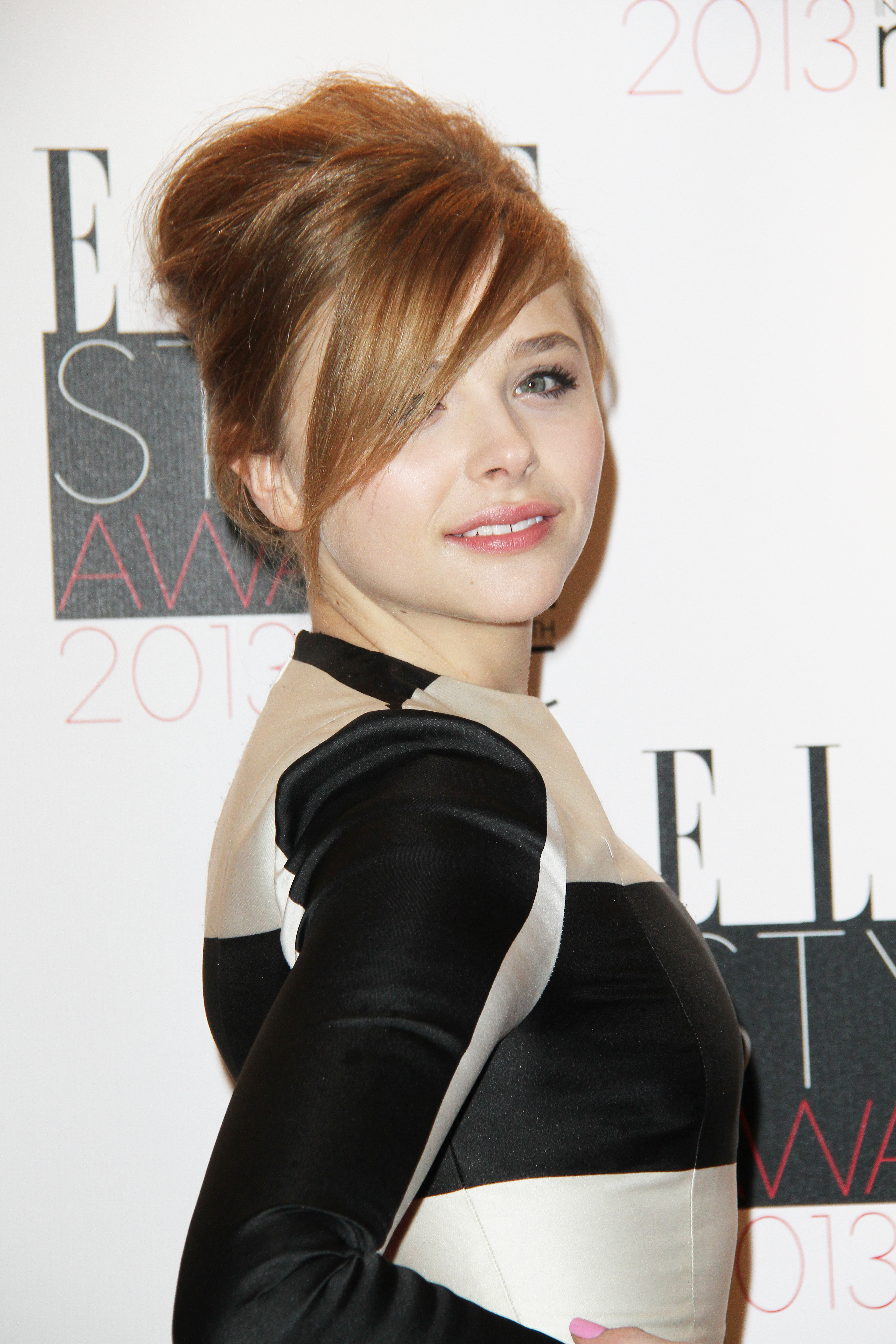
Chloë Grace Moretz en los Elle Style Awards 2013

Dentro del mundo de la moda, ha participado en varias sesiones fotográficas y ha sido portada en varias revistas como Flaunt, Vogue, Teen Vogue, Jalouse, Marie Claire, Interview, Elle, Love Magazine entre otras aparte de haber sido invitada a diversos desfiles de alta costura como el de Dior Primavera/Verano 2013 en la Paris Fashion Week.
La firma Max Mara le concedió en 2012 su premio "Max Mara rostro del futuro".
Ha sido imagen de marca de varias firmas de ropa juvenil, como Aeropostale en 2012 o Coach en 2015, apareciendo en diversos eventos, videos y reportajes. En 2016 además se convirtió en imagen de la fragancia de Coach.
En febrero de 2013 la firma Elle la premió con el "Next Future Icon Award" en su gala "Elle Style Awards" celebrada en Londres.

## Activismo social
Entre sus actividades más destacadas en este ámbito encontramos su participación junto al diseñador Stuart Weitzman en la campaña The Young Hollywood Cares Collection con el fin de recaudar fondos en favor de las afectadas por el cáncer de ovarios diseñando un modelo de la colección. Compartió actos con famosas de la talla de Scarlett Johansson, Olivia Palermo y AnnaSophia Robb.
También participó junto a Zach Galifianakis en una campaña de concienciación sobre el sida, promovida por AIDS-PSA.
El 15 de noviembre de 2012 Chloë presentó en Londres uno de los ositos diseñados por Versace para la Designer Pudsey Collection Charity Auction 2012. La acompañaron también celebridades como Jessie J, Victoria Beckham o Peter Crouch y diseñadores como Louis Vuitton, Balenciaga, Burberry o Gucci. Los beneficios de la subasta fueron para la fundación de ayuda a niños "The Children in Need Fund".
A lo largo del año 2012 y principios de 2013 Chloë fue una de las caras visibles de la campaña «Teens for Jeans» junto con su patrocinador Aeropostale y la ONG dosomething.org en favor de los jóvenes más desfavorecidos de Estados Unidos.
En 2012 fue nombrada embajadora de buena voluntad por la organización Unicef.
También es conocida por participar en las campañas contra el acoso escolar ("bullying") como miembro de Stomp Out Bullying.

## Filmografía
| Año  | Título                           | Papel                         |
| ---- | -------------------------------- | ----------------------------- |
| 2005 | Heart of the Beholder            | Molly                         |
| 2005 | The Amityville Horror            | Chelsea Lutz                  |
| 2005 | Today You Die                    | Chica del St. Thomas Hospital |
| 2006 | Big Momma's House 2              | Carrie Fuller                 |
| 2006 | Room 6                           | Melissa Norman                |
| 2006 | Wicked Little Things             | Emma Tunny                    |
| 2007 | Hallowed Ground                  | Sabrina                       |
| 2008 | The Third Nail                   | Hailey Deonte                 |
| 2008 | The Eye                          | Alicia                        |
| 2008 | The Poker House                  | Cammie                        |
| 2009 | Jack and the Beanstalk           | Jillian, Jillian              |
| 2009 | (500) Days of Summer             | Rachel Hansen                 |
| 2009 | Not Forgotten                    | Toby Bishop                   |
| 2010 | Diary of a Wimpy Kid             | Angie Steadman                |
| 2010 | Kick-Ass                         | Mindy McCready/Hit-Girl       |
| 2010 | Let Me In                        | Abby                          |
| 2011 | Hick                             | Luli McMullen                 |
| 2011 | Texas Killing Fields             | Pequeña Ann Sliger            |
| 2011 | Hugo                             | Isabelle                      |
| 2012 | Sombras tenebrosas               | Carolyn Stoddard              |
| 2013 | Movie 43                         | Amanda                        |
| 2013 | Kick-Ass 2                       | Mindy McCready/Hit-Girl       |
| 2013 | Carrie                           | Carrie White                  |
| 2014 | Muppets Most Wanted              | Repartidora de Periódico      |
| 2014 | Laggies                          | Annika                        |
| 2014 | Clouds of Sils Maria             | Jo-Anne Ellis                 |
| 2014 | If I Stay                        | Mia Hall                      |
| 2014 | The Equalizer                    | Alina / Teri                  |
| 2015 | Dark Places                      | Joven Diondra Wertzner        |
| 2016 | La quinta ola                    | Cassie Sullivan               |
| 2016 | Neighbors 2: Sorority Rising     | Shelby                        |
| 2017 | Brain on Fire                    | Susannah Cahalan              |
| 2017 | November Criminals               | Phoebe                        |
| 2017 | I Love You, Daddy                | China Topher                  |
| 2018 | The Miseducation of Cameron Post | Cameron Post                  |
| 2018 | Suspiria                         | Patricia Hingle               |
| 2018 | La viuda                         | Frances McCullen              |
| 2020 | Shadow in the Cloud              | Maude Garrett                 |
| 2021 | Tom & Jerry                      | Kayla Forester                |
| 2022 | Mother/Android                   | Georgia                       |

| Año  | Título                          | Personaje              | Nota            |
| ---- | ------------------------------- | ---------------------- | --------------- |
| 2007 | Super Sleuth Christmas Movie    | Darby (voz)            | Directo a video |
| 2008 | Bolt                            | Joven Penny (voz)      |                 |
| 2009 | Tigger & Pooh and a Musical Too | Darby (voz)            | Directo a video |
| 2010 | Super Duper Super Sleuths       | Darby (voz)            | Directo a video |
| 2013 | Girl Rising                     | Narradora              | Documental      |
| 2014 | El cuento de la princesa Kaguya | Kaguya-hime (voz)      |                 |
| 2019 | Red Shoes & the 7 Dwarfs        | Blancanieves (voz)     | Protagonista    |
| 2019 | The Addams Family               | Wednesday Addams (voz) |                 |
| 2021 | The Addams Family 2             | Wednesday Addams (voz) | Protagonista    |
| 2023 | Nimona                          | Nimona (voz)           | Protagonista    |

| Año     | Título                   | Personaje     | Notas                                             |
| ------- | ------------------------ | ------------- | ------------------------------------------------- |
| 2004    | The Guardian             | Violet        | 2 episodios                                       |
| 2005    | Family Plan              | Young Charlie | Película TV                                       |
| 2005    | My Name Is Earl          | Candy Stoker  | Episodio: "Broke Joy's Fancy Figurine"            |
| 2006    | The Emperor's New School | Furi (voice)  | Episodio: "Kuzcogarten"                           |
| 2006–07 | Desperate Housewives     | Sherri Maltby | 2 episodios                                       |
| 2007    | The Cure                 | Emily         | Piloto                                            |
| 2007–08 | Dirty Sexy Money         | Kiki George   | 7 episodios                                       |
| 2007–10 | My Friends Tigger & Pooh | Darby (voz)   | 87 episodios                                      |
| 2011–13 | 30 Rock                  | Kaylie Hooper | 3 episodios                                       |
| 2013    | American Dad!            | Honey (voz)   | Episodio: "Steve & Snot's Test-Tubular Adventure" |
| 2015    | We Got Married           | Ella misma    | Episodio 275                                      |
| 2022    | The Peripheral           | Flynne Fisher | Protagonista                                      |

| Año  | Título      | Personaje       | Notas              |
| ---- | ----------- | --------------- | ------------------ |
| 2014 | The Library | Caitlin Gabriel | The Public Theatre |

| Año  | Artista                             | Canción              |
| ---- | ----------------------------------- | -------------------- |
| 2010 | The Soft Pack                       | "Answer to Yourself" |
| 2011 | Best Coast                          | "Our Deal"           |
| 2011 | Dionne Bromfield featuring Mz Bratt | "Ouch"               |

| Año  | Título             | Personaje                 |
| ---- | ------------------ | ------------------------- |
| 2010 | Kick-Ass: The Game | Mindy Macready / Hit-Girl |
| 2012 | Dishonored         | Emily Kaldwin I           |

## Premios y nominaciones
| Televisión; series y películas | Televisión; series y películas              | Televisión; series y películas                                         | Televisión; series y películas | Televisión; series y películas |
| Año                            | Premios                                     | Categoría                                                              | Reconocimiento                 | Resultado                      |
| ------------------------------ | ------------------------------------------- | ---------------------------------------------------------------------- | ------------------------------ | ------------------------------ |
| 2006                           | Young Artist Awards                         | Mejor Actuación en una Película - Actriz Principal Joven               | The Amityville Horror          | Nominada                       |
| 2007                           | Young Artist Awards                         | Mejor Actuación en una Película - Actriz Principal Joven               | Big Momma's House 2            | Nominada                       |
| 2008                           | Young Artist Awards                         | Mejor interpretación vocal – Joven Actriz                              | My Friends Tigger & Pooh       | Nominada                       |
| 2008                           | Young Artist Awards                         | Mejor interpretación en una serie televisiva – Joven Actriz recurrente | Dirty Sexy Money               | Nominada                       |
| 2010                           | Young Artist Awards                         | Mejor Actuación en una Película - Actriz de Reparto Joven              | (500) Days of Summer           | Nominada                       |
| 2010                           | Teen Choice Awards                          | Actriz revelación                                                      | Kick-Ass                       | Nominada                       |
| 2010                           | Scream Awards                               | Mejor actriz de fantasía                                               | Kick-Ass                       | Nominada                       |
| 2010                           | Scream Awards                               | Mejor superhéroe                                                       | Kick-Ass                       | Nominada                       |
| 2010                           | Scream Awards                               | Papel revelación – Femenino                                            | Kick-Ass                       | Ganadora                       |
| 2011                           | 32nd Young Artist Awards                    | Mejor Actuación en una Película - Actriz Principal Joven               | Kick-Ass                       | Nominada                       |
| 2011                           | MTV Movie Awards                            | Mejor papel revelación                                                 | Kick-Ass                       | Ganadora                       |
| 2011                           | MTV Movie Awards                            | "Biggest Badass Star"                                                  | Kick-Ass                       | Ganadora                       |
| 2011                           | MTV Movie Awards                            | Mejor pelea (Compartido con Mark Strong)                               | Kick-Ass                       | Nominada                       |
| 2011                           | Critics' Choice Awards                      | Mejor actor/actriz joven                                               | Kick-Ass                       | Nominada                       |
| 2011                           | Critics' Choice Awards                      | Mejor actor/actriz joven                                               | Let Me In                      | Nominada                       |
| 2011                           | 37th Saturn Awards                          | Mejor interpretación joven actor                                       | Let Me In                      | Ganadora                       |
| 2011                           | Scream Awards                               | Mejor actriz de horror                                                 | Let Me In                      | Ganadora                       |
| 2011                           | 32nd Young Artist Awards                    | Mejor interpretación - Joven reparto                                   | Let Me In                      | Nominada                       |
| 2011                           | 32nd Young Artist Awards                    | Mejor interpretación - Joven reparto                                   | Diary of a Wimpy Kid           | Ganadora                       |
| 2011                           | Premios Empire                              | Mejor debutante                                                        | Let Me In / Kick-Ass           | Ganadora                       |
| 2011                           | Austin Film Critics Association Award       | Premio artista revelación                                              | Let Me In / Kick-Ass           | Ganadora                       |
| 2012                           | 38th People's Choice Award                  | Estrella de cine favorita menor de 25                                  | Hugo                           | Ganadora                       |
| 2012                           | CinemaCon BSA Awards                        | Premio a la futura estrella femenina                                   | Hugo                           | Ganadora                       |
| 2012                           | 38th Saturn Awards                          | Mejor interpretación joven actriz                                      | Hugo                           | Nominada                       |
| 2012                           | 33nd Young Artist Awards                    | Mejor interpretación en un largometraje - Joven actriz principal       | Hugo                           | Ganadora                       |
| 2012                           | Women in a Film Crystal                     | Cara del Futuro                                                        | Chlöe Grace Moretz             | Ganadora                       |
| 2013                           | 39th Saturn Awards                          | Mejor interpretación joven actriz                                      | Dark Shadows                   | Nominada                       |
| 2013                           | Elle Style Awards                           | Siguiente Futuro Icono                                                 | Chloë Grace Moretz             | Ganadora                       |
| 2013                           | MTV Movie Award                             | Adolescente Patea Traseros Favorita                                    | Kick-Ass 2                     | Ganadora                       |
| 2014                           | 40th Saturn Awards                          | Mejor interpretación joven actriz                                      | Carrie                         | Ganadora                       |
| 2014                           | Young Hollywood Awards                      | Fans Favorite Actress                                                  | Chloë Grace Moretz             | Ganadora                       |
| 2014                           | 1st People Magazine Awards'                 | Next Generation Star                                                   | Chloë Grace Moretz             | Ganadora                       |
| 2014                           | InStyle                                     | Moderna Reina Adolescente                                              | Chloë Grace Moretz             | Ganadora                       |
| 2015                           | 41th People's Choice Awards                 | Actriz favorita en género Dramático                                    | If I Stay                      | Ganadora                       |
| 2015                           | 41th Saturn Awards                          | Mejor interpretación joven actriz                                      | The Equalizer                  | Nominada                       |
| 2015                           | Teen Choice Awards                          | Mejor Actriz - Drama                                                   | If I Stay                      | Ganadora                       |
| 2015                           | InStyle                                     | Moderna Reina Adolescente                                              | Chloë Grace Moretz             | Ganadora                       |
| 2016                           | Teen Choice Awards 2016                     | Actriz de Ciencia Ficción/Fantasía                                     | The 5th Wave                   | Nominada                       |
| 2016                           | Teen Choice Awards 2016                     | Actriz de Comedia                                                      | Neighbors 2: Sorority Rising   | Ganadora                       |
| 2023                           | Indiana Film Journalists Association Awards | Mejor actuación de voz                                                 | Nimona                         | Nominada                       |
| 2023                           | Women Film Critics Circle Awards            | Best Animated Female (compartido con Leah Lewis por Elemental)         | Nimona                         | Ganadora                       |
| 2024                           | North Carolina Film Critics Association     | Mejor interpretación vocal en animación                                | Nimona                         | Nominada                       |
| 2024                           | Austin Film Critics Association             | Mejor interpretación vocal                                             | Nimona                         | Nominada                       |
| 2024                           | Annie Awards                                | Reconocimiento destacado por actuación de voz en una película animada  | Nimona                         | Ganadora                       |